# Eerste klasse 1973-74 (voetbal België)
Het seizoen 1973/74 van de Belgische Eerste Klasse ging van start in de zomer van 1973 en eindigde in de lente van 1974. De competitie telde voor de laatste maal 16 clubs; vanaf het daaropvolgend seizoen zou dit aantal opgetrokken worden. RSC Anderlecht werd landskampioen.

## Gepromoveerde teams
Deze teams waren gepromoveerd uit de Tweede Klasse voor de start van het seizoen:
- SK Beveren-Waas (kampioen in Tweede)
- KSV Waregem (tweede in Tweede)

## Degraderende teams
Deze teams degradeerden naar Tweede Klasse op het eind van het seizoen:
- Sint-Truidense VV

Ook Lierse SV was op een degradatieplaats geëindigd. Door de competitie-uitbreiding volgend seizoen waren echter meer plaatsen beschikbaar in de hoogste afdeling. Sint-Truiden en Lierse degradeerden niet rechtstreeks, maar konden hun plaats verdedigen in een eindronde met twee tweedeklassers. Lierse wist die te winnen en redde zich zo van degradatie. Sint-Truiden werd derde en zakte.

## Titelstrijd
RSC Anderlecht werd landskampioen met twee puntjes voorsprong op Antwerp FC en het pas gefusioneerde RWDM.

## Europese strijd
Anderlecht was als landskampioen geplaatst voor de Europacup voor Landskampioenen van het volgend seizoen. Als bekerwinnaar plaatste KSV Waregem, dat pas in de middenmoot was geëindigd, zich voor de Europese Beker voor Bekerwinnaars. Antwerp FC en RWDM plaatsten zich voor de UEFA Cup.

## Degradatiestrijd
Sint-Truidense VV eindigde als allerlaatste. Lierse SV kwam één puntje tekort om op een veilige plaats te eindigen. Beide clubs degradeerden weliswaar niet rechtstreeks, en na een eindronde met twee tweedeklassers wist Lierse SV zich dan ook te redden.

## Eindstand
|         |    |                               | P  | W  | G  | V  | +  | -  | DS  | Ptn |
| ------- | -- | ----------------------------- | -- | -- | -- | -- | -- | -- | --- | --- |
| K       | 1  | RSC Anderlecht                | 30 | 17 | 7  | 6  | 72 | 38 | 34  | 41  |
| (UEFA)  | 2  | R. Antwerp FC                 | 30 | 15 | 9  | 6  | 48 | 33 | 15  | 39  |
| (UEFA)  | 3  | Racing White Daring Molenbeek | 30 | 13 | 13 | 4  | 50 | 25 | 25  | 39  |
|         | 4  | R. Standard de Liège          | 30 | 12 | 10 | 8  | 43 | 30 | 13  | 34  |
|         | 5  | Club Brugge KV                | 30 | 13 | 6  | 11 | 61 | 43 | 18  | 32  |
|         | 6  | RFC Liégeois                  | 30 | 11 | 9  | 10 | 42 | 42 | 0   | 31  |
|         | 7  | KV Mechelen                   | 30 | 10 | 11 | 9  | 34 | 35 | -1  | 31  |
|         | 8  | KSV Cercle Brugge             | 30 | 8  | 11 | 11 | 46 | 48 | -2  | 27  |
| (beker) | 9  | KSV Waregem                   | 30 | 8  | 11 | 11 | 38 | 49 | -11 | 27  |
|         | 10 | SK Beveren-Waas               | 30 | 7  | 13 | 10 | 24 | 30 | -6  | 27  |
|         | 11 | K. Beringen FC                | 30 | 9  | 8  | 13 | 29 | 48 | -19 | 26  |
|         | 12 | KFC Diest                     | 30 | 8  | 10 | 12 | 44 | 51 | -7  | 26  |
|         | 13 | K. Beerschot VAV              | 30 | 8  | 10 | 12 | 36 | 47 | -11 | 26  |
|         | 14 | K. Berchem Sport              | 30 | 7  | 12 | 11 | 33 | 45 | -12 | 26  |
| E       | 15 | K. Lierse SV                  | 30 | 6  | 13 | 11 | 35 | 51 | -16 | 25  |
| E       | 16 | K. Sint-Truidense VV          | 30 | 6  | 11 | 13 | 30 | 50 | -20 | 23  |

P: wedstrijden gespeeld, W: wedstrijden gewonnen, G: gelijke spelen, V: wedstrijden verloren, +: gescoorde doelpunten, -: doelpunten tegen, DS: doelsaldo, Ptn: totaal punten
K: kampioen, E: moet naar eindronde, (beker): bekerwinnaar, (UEFA): geplaatst voor UEFA-beker

## Topscorers
De Hongaar Atilla Ladinsky van landskampioen RSC Anderlecht werd topschutter met 22 doelpunten.
1895/96 · 1896/97 · 1897/98 · 1898/99 · 1899/00 · 1900/01 · 1901/02 · 1902/03 · 1903/04 · 1904/05 · 1905/06 · 1906/07 · 1907/08 · 1908/09 · 1909/10 · 1910/11 · 1911/12 · 1912/13 · 1913/14 · 1914/15 · 1915/16 · 1916/17 · 1917/18 · 1918/19 · 
1919/20 · 1920/21 · 1921/22 · 1922/23 · 1923/24 · 1924/25 · 1925/26 · 1926/27 · 1927/28 · 1928/29 · 1929/30 · 1930/31 · 1931/32 · 1932/33 · 1933/34 · 1934/35 · 1935/36 · 1936/37 · 1937/38 · 1938/39 · 1939/40 · 1940/41 · 1941/42 · 1942/43 · 1943/44 · 1944/45 · 1945/46 · 1946/47 · 1947/48 · 1948/49 · 1949/50 · 1950/51 · 1951/52 · 1952/53 · 1953/54 · 1954/55 · 1955/56 · 1956/57 · 1957/58 · 1958/59 · 1959/60 · 1960/61 · 1961/62 · 1962/63 · 1963/64 · 1964/65 · 1965/66 · 1966/67 · 1967/68 · 1968/69 · 1969/70 · 1970/71 · 1971/72 · 1972/73 · 1973/74 · 1974/75 · 1975/76 · 1976/77 · 1977/78 · 1978/79 · 1979/80 · 1980/81 · 1981/82 · 1982/83 · 1983/84 · 1984/85 · 1985/86 · 1986/87 · 1987/88 · 1988/89 · 1989/90 · 1990/91 · 1991/92 · 1992/93 · 1993/94 · 1994/95 · 1995/96 · 1996/97 · 1997/98 · 1998/99 · 1999/00 · 2000/01 · 2001/02 · 2002/03 · 2003/04 · 2004/05 · 2005/06 · 2006/07 · 2007/08 · 2008/09 · 2009/10 · 2010/11 · 2011/12 · 2012/13 · 2013/14 · 2014/15 · 2015/16 · 2016/17 · 2017/18 · 2018/19 · 2019/20 · 2020/21· 2021/22 · 2022/23 · 2023/24 · 2024/25